# Sankt Johann bei Herberstein
Sankt Johann bei Herberstein ist eine ehemals selbständige Gemeinde mit 364 Einwohnern (Stand: 1. Jänner 2024) im Gerichtsbezirk Fürstenfeld und im politischen Bezirk Hartberg-Fürstenfeld in der Steiermark (Österreich). Sie ist der einzige Ort an der mittleren Feistritz, der an beiden Ufern liegt. Im Rahmen der Gemeindestrukturreform in der Steiermark wurde sie mit 1. Jänner 2015 mit den Gemeinden Kaibing, Blaindorf, Siegersdorf bei Herberstein und Hirnsdorf zusammengeschlossen.
Die daraus entstandene Gemeinde trägt den neuen Namen Feistritztal. Grundlage dafür war ein gemeinsamer Antrag dieser Gemeinden.
Die Grenzen der Bezirke Hartberg-Fürstenfeld und Weiz wurden so geändert, dass die neue Gemeinde vollständig im Bezirk Hartberg-Fürstenfeld liegt.

## Geografie

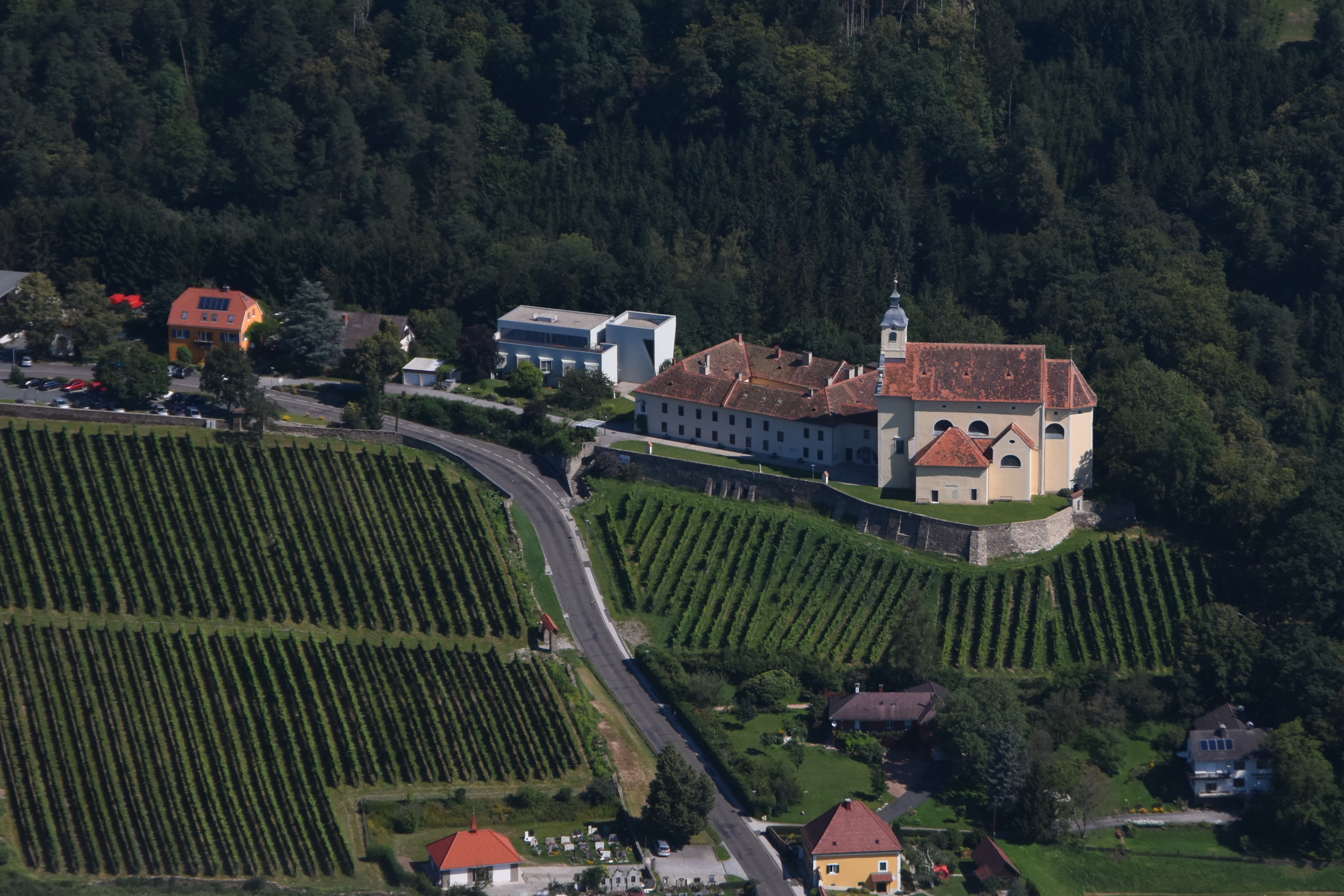
Sankt Johann bei Herberstein

### Geografische Lage
Sankt Johann bei Herberstein liegt ca. 15 km südwestlich der Bezirkshauptstadt Hartberg und 42 km nordöstlich der Landeshauptstadt Graz. Der Ort wird von der Feistritz durchflossen und liegt am Ausgang des Feistritztales im oststeirischen Hügelland. Die Gemeinde umfasste 285 ha und wurde von 350 Menschen bewohnt.

### Gliederung
Sankt Johann bei Herberstein bestand nur aus einer einzigen Katastralgemeinde und gleichnamigen Ortschaft.

## Geschichte
St. Johann bei Herberstein wurde vor etwa 860 Jahren erstmals urkundlich erwähnt. Mit der Entwicklung des Ortes stark verbunden, war im Mittelalter die Grundherrschaft des deutschen Ordens, die Familie Herberstein – mit der auch die Ortsbezeichnung verknüpft ist.

### Bevölkerungsentwicklung der ehemaligen Gemeinde
| Jahr      | 1869 | 1880 | 1890 | 1900 | 1910 | 1923 | 1934 | 1939 |
| --------- | ---- | ---- | ---- | ---- | ---- | ---- | ---- | ---- |
| Einwohner | 293  | 305  | 296  | 277  | 268  | 263  | 261  | 248  |
| Jahr      | 1951 | 1961 | 1971 | 1981 | 1991 | 2001 | 2011 | 2014 |
| Einwohner | 248  | 254  | 285  | 305  | 291  | 350  | 381  | 380  |

## Kultur und Sehenswürdigkeiten

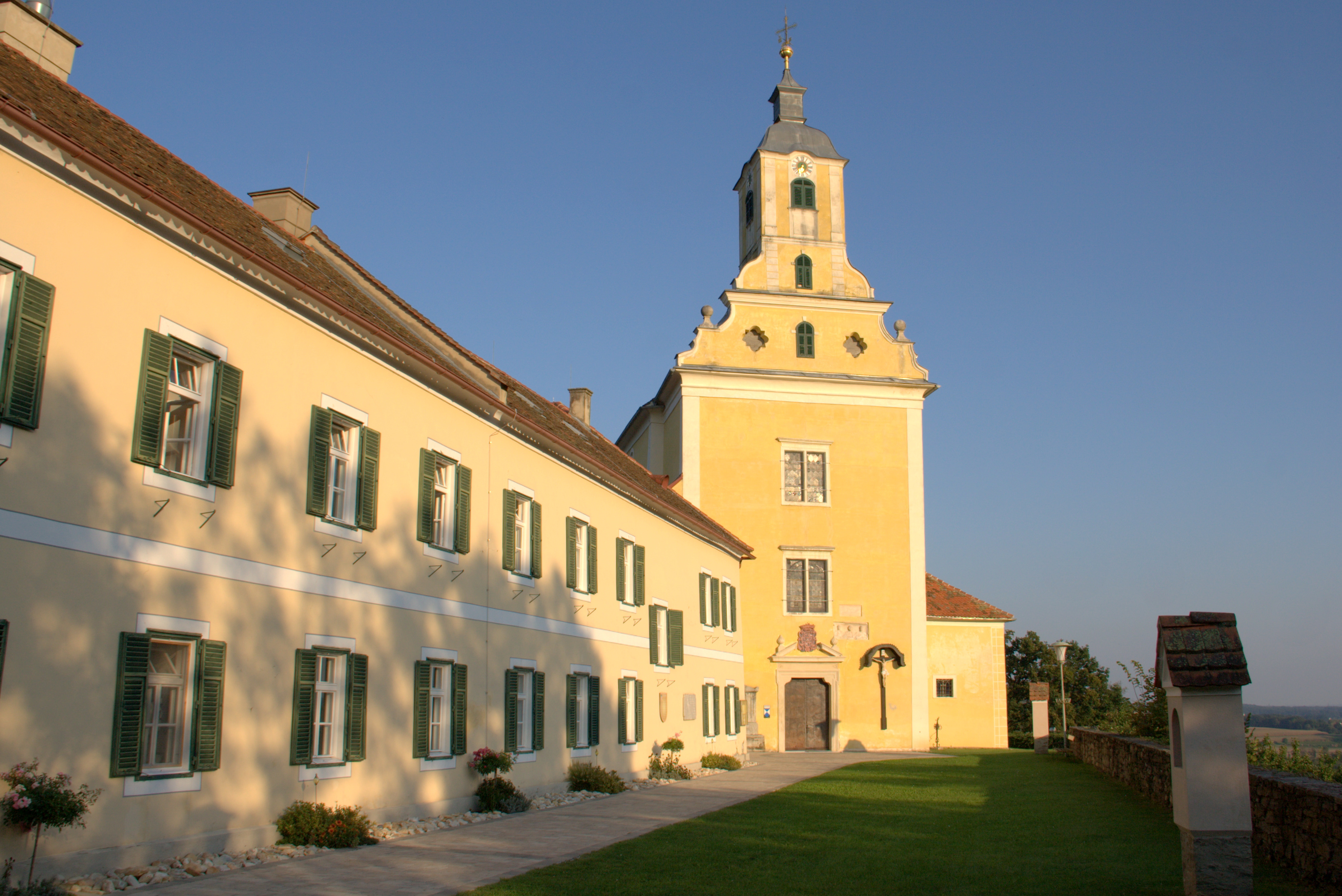
Pfarrkirche St. Johann bei Herberstein

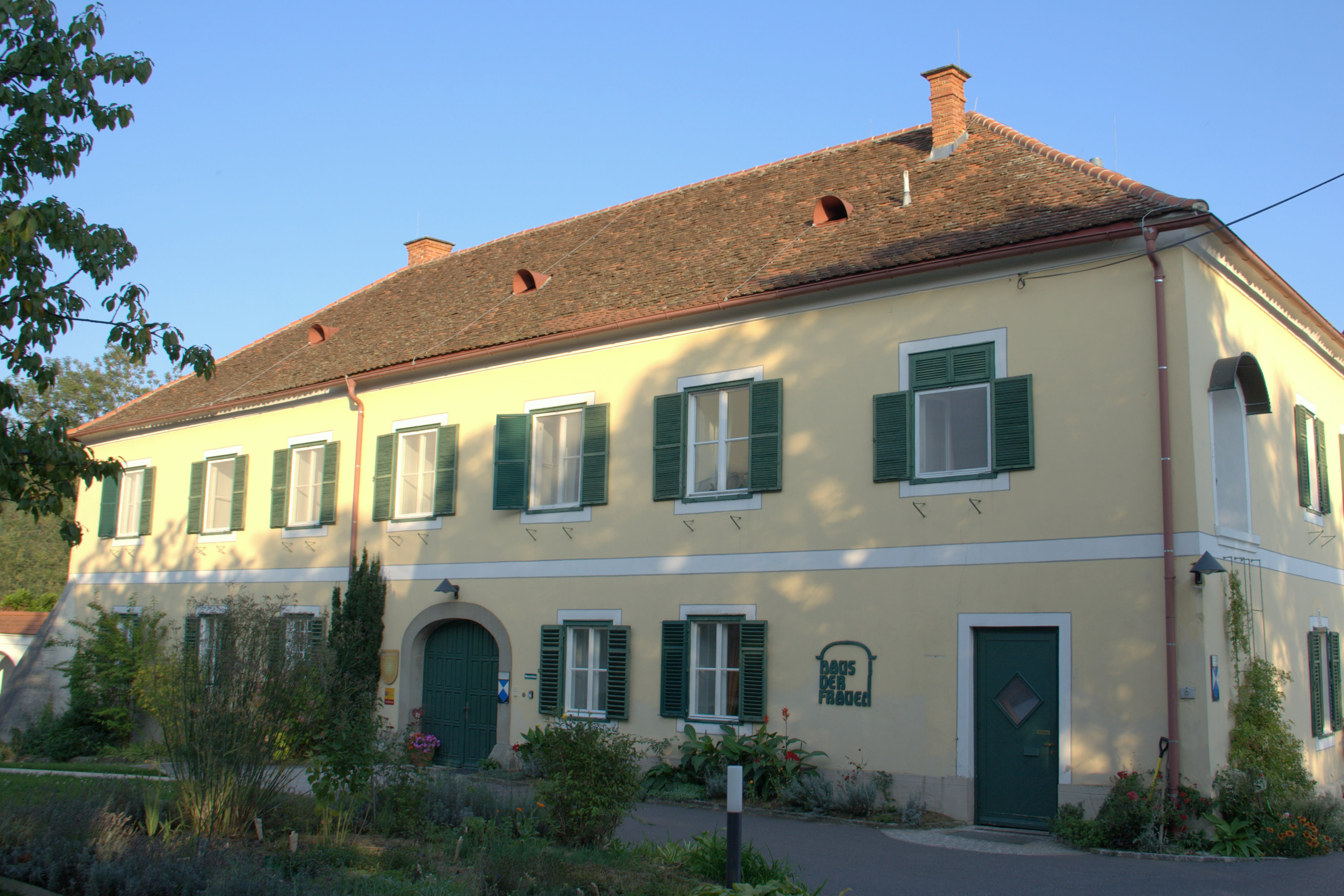
Haus der Frauen in St. Johann bei Herberstein

Das Ortsbild wird von der Feistritz geprägt. Der Fluss zwängt sich durch die Herbersteinklamm, die im Natura 2000 Schutzgebiet liegt. Er ist Lebensader für den Ort und Lebens-, Erlebens- und Erholungsbereich für die Einwohner und Gäste. Gleichzeitig trägt der Fluss durch das Elektrizitätswerk mit seiner Holzstreichwehr zur umweltfreundlichen Energiegewinnung bei. Die Feistritzinsel mit ihren Steinsofas und dem Flusslehrpfad lädt viele Besucher zum Genießen der Flusslandschaft und Verweilen ein.
- Katholische Pfarrkirche St. Johann bei Herberstein: Den markantesten Punkt des Ortes stellt die dem heiligen Johannes geweihte Ortspfarrkirche dar. Sie steht an der Stelle der ersten gemauerten Kirche im mittleren Feistritztal. Die heutige Kirche stammt aus der Mitte des 17. Jahrhunderts, wobei das Mauerwerk der bestehenden Kirche größtenteils weiter verwendet wurde. Im Jahre 1672 wurden die Kirche und das angrenzende Kloster geweiht, das 1654 von Mönchen des Augustinerordens bezogen worden war. Besonders erwähnenswert sind die Fresken von Johann Cyriak Hackhofer, die in der Sakristei zu bestaunen sind. An der Kirche befindet sich auch eine bedeutende Sammlung von eingemauerten Römersteinen. Das ehemalige Kloster beherbergt heute das Erholungs- und Bildungszentrum „Haus der Frauen“ der Diözese Graz-Seckau.

## Wirtschaft und Infrastruktur

### Verkehr
Sankt Johann bei Herberstein liegt an der Landesstraße von Kaibing nach Stubenberg am See. Die Wechsel Straße B 54 von Hartberg nach Gleisdorf ist etwa zwei Kilometer entfernt. Die Süd Autobahn A 2 von Wien nach Graz ist über die Anschlussstelle Sinabelkirchen (150) in ca. 16 km zu erreichen.
Der Ort ist nicht an das Eisenbahnnetz angeschlossen. Im Umkreis von zehn Kilometern befindet sich kein Bahnhof.
Der Flughafen Graz ist ca. 45 km entfernt.

### Ansässige Unternehmen
In 14 Betrieben werden rund 60 Arbeitsplätze angeboten. Durch die Vielfalt der Betriebe ergibt sich ein breites Angebot von Handwerk-, Handels-, Dienstleistungs- und Tourismusbetrieben.
Einen wesentlichen Beitrag zur Erhaltung der Landschaft leisten vier Vollerwerbsbauern (zwei Weinbauern, ein Biobauer und ein Tierhaltungsbetrieb) sowie mehrere Nebenerwerbslandwirte.

### Bildung
In Sankt Johann bei Herberstein gibt es eine Volksschule, die auch von den umliegenden Orten genutzt wird.
Für die Erwachsenenbildung ist das Bildungs- und Erholungshaus „Haus der Frauen“ sehr aktiv, das im Pfarrhof untergebracht ist.

### Vereine
Das kulturelle und gesellschaftliche Zusammenleben im Ort wird wesentlich von den vielen Vereine und Institutionen geprägt (Freiwillige Feuerwehr, Blasmusik, ÖKB, Freizeitclub, Tennisclub, Kinderfreunde, Seniorenbund, Singkreis usw.).
Der Jugend wird durch die Vielfalt der Vereine die Möglichkeit geboten, die Freizeit sinnvoll zu nutzen und sich in das Ortsleben einzubinden.

### Sport
Im Ort und auch in der Feistritz stehen zahlreiche Kneipp-Plätze zur Verfügung. Von der Pfarrkirche bis zu den Heiliges-Grab-Kapellen besteht ein Wanderweg, der auf einem Aussichtspunkt endet. Weitere Wanderwege führen zum Aussichtspunkt „Kranzerl“ mit Blick auf Schloss Herberstein, zur Geierwand mit Blick auf den Stubenbergsee und zum Kulm.

## Ehemalige Politik

### Gemeinderat
Die letzten Gemeinderatswahlen brachten die folgenden Ergebnisse:
| Partei                | 2010    | 2010    | 2010    | 2005 | 2005 | 2005 | 2000 | 2000 | 2000 | 1995 | 1995 | 1995 | 1990 | 1990 | 1990 |
| Partei                | Stimmen | %       | Mandate | St.  | %    | M.   | St.  | %    | M.   | St.  | %    | M.   | St.  | %    | M.   |
| --------------------- | ------- | ------- | ------- | ---- | ---- | ---- | ---- | ---- | ---- | ---- | ---- | ---- | ---- | ---- | ---- |
| ÖVP                   | 146     | 59,59   | 6       | 138  | 63   | 6    | 133  | 61   | 6    | 111  | 51   | 5    | 128  | 60   | 6    |
| SPÖ                   | 46      | 18,78   | 1       | 55   | 25   | 2    | 48   | 22   | 2    | 44   | 20   | 2    | 46   | 22   | 2    |
| Die Grünen St. Johann | 53      | 21,63   | 2       | 25   | 11   | 1    |      |      |      |      |      |      |      |      |      |
| Liste Sankt Johann    |         |         |         |      |      |      | 38   | 17   | 1    | 62   | 29   | 2    | 39   | 18   | 1    |
| Wahlbeteiligung       | 88,15 % | 88,15 % | 88,15 % | 82 % | 82 % | 82 % | 83 % | 83 % | 83 % | 90 % | 90 % | 90 % | 98 % | 98 % | 98 % |

### Bürgermeister
- Bürgermeisterin war bis Ende 2014 Iris Klammler (ÖVP).

## Persönlichkeiten

### Ehrenbürger
- 2002: Waltraud Klasnic (* 1945), Landeshauptmann der Steiermark 1996–2005[5]

### Söhne und Töchter der Gemeinde
- Heinrich Purkarthofer (1934–2005), Historiker, Archivar und Heraldiker